# Cuarteto de cuerda n.º 9 (Beethoven)

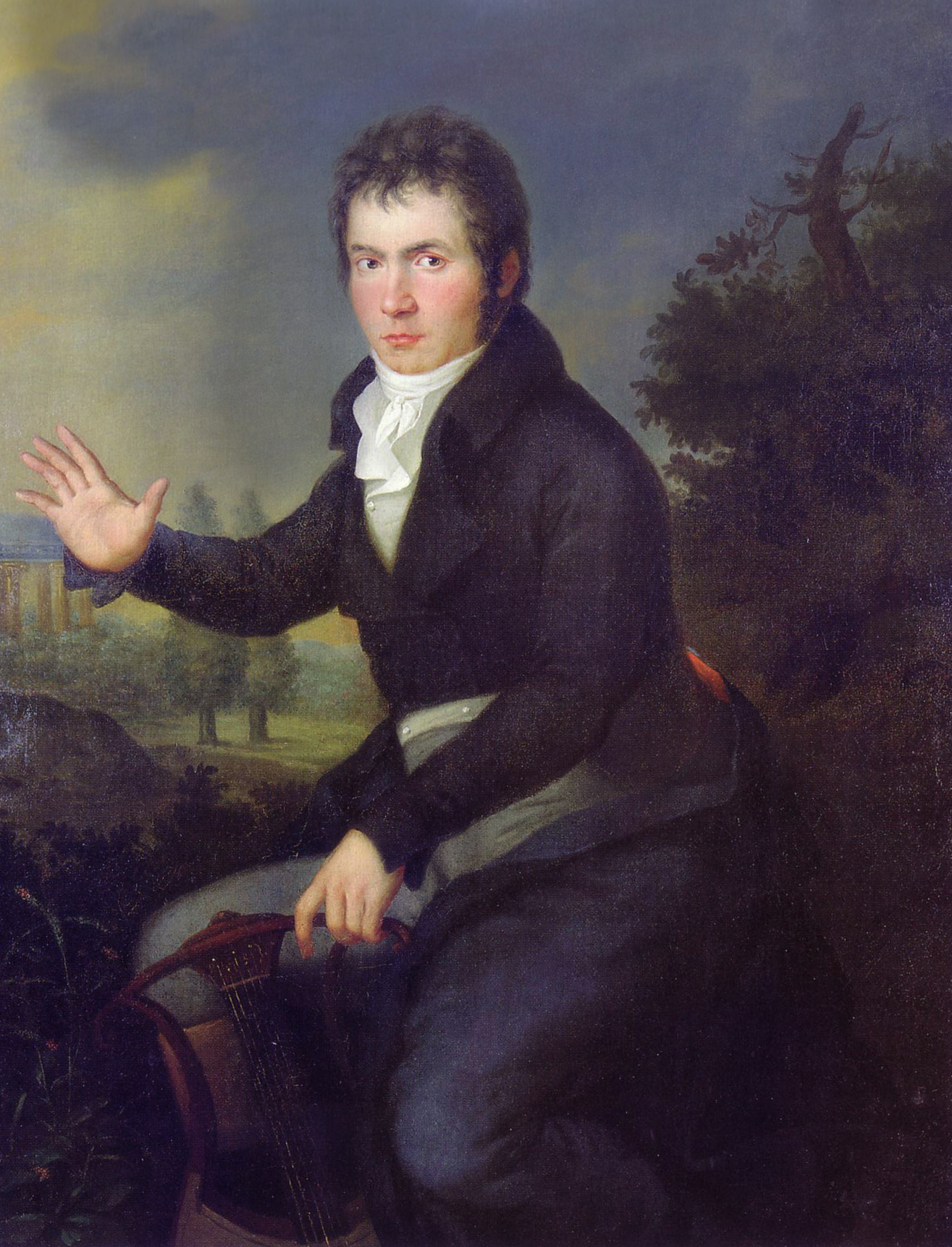
Retrato de Beethoven por Joseph Mähler en 1804.

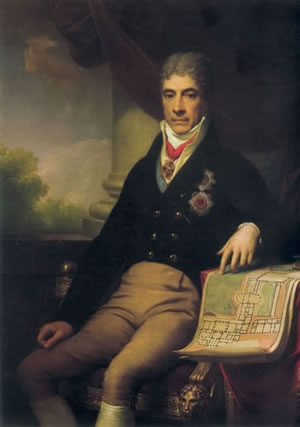
Andrei Kirillowitsch Rasumowski, dedicatario y homónimo de los cuartetos op. 59, en una pintura de Johann Baptist von Lampi

El Cuarteto de cuerda n.º 9 en do mayor op. 59-3 es un cuarteto de cuerda de Ludwig van Beethoven. Fue escrito en 1806 y es el tercer cuarteto de cuerda en el grupo de cuartetos Rasumowsky. Los cuartetos llevan el nombre de su cliente, el diplomático ruso Andrei Kirillowitsch Rasumowski, que fue un importante patrocinador de Beethoven. 

## Movimientos
1. Movimiento: Introducción: Andante con moto - Allegro vivace (Do mayor)
2. Movimiento: Andante con moto cuasi Allegretto (La menor)
3. Movimiento: Menuetto: Grazioso (Do mayor)
4. Movimiento: Allegro molto (Do mayor)

## Música
Debido a su atmósfera rusa, los "Cuartetos Rasumowsky" también se denominan "Cuartetos rusos", sin embargo, el op. 59, no. 3 es el único cuarteto del grupo en el cual, a pesar de su estilo tonal ruso, no se ha probado ninguna melodía rusa original. Junto con los otros cuartetos del grupo "Rasumowsky", este cuarteto, con su complejidad desconocida hasta entonces para los cuartetos de cuerda, marca un punto de inflexión en la obra de Beethoven. 
Los cuartetos "Rasumowsky" están diseñados de tal manera que el cuarteto central es en tono menor y está enmarcado por dos cuartetos principales en tono mayor. Esto se repetiría más tarde para los tres cuartetos compuestos para el príncipe ruso Nikolai Borissowitsch Golizyn.

### Primer movimiento
Este es el único cuarteto en el grupo Rasumowsky, que en el primer movimiento tiene una introducción lenta. Cada acorde de séptima de esta introducción conduce a un nuevo acorde no resuelto. A esta introducción le sigue una cadencia solista del violín, que conduce al tema principal de carácter animado, que varía en el curso del movimiento. En la exposición, se desarrolla un proceso de desarrollo temático a partir de un segundo intervalo discreto debajo de la superficie del fraseo principal. 
Una de las primeras ideas de Beethoven para este movimiento se inspiró en el quinteto de clarinete de Wolfgang Amadeus Mozart en La major, KV 581.

### Segundo movimiento
El tema principal del segundo movimiento es un Adagio lírico en La menor, acompañado de violonchelo (parte A). Se caracteriza por un movimiento uniforme; su melancolía se confirma con el ajuste del tempo del metrónomo de Beethoven de 56 cuartos punteados por minuto. La parte media del movimiento (parte B) sigue con una melodía alegre, una variación menor del tema principal. Después de completar la sección central, se vuelve a escuchar el tema lírico principal (do mayor), con ligeras variaciones en comparación con la sección A. 
Dado que Beethoven dice que incorporó una melodía popular rusa en cada uno de los tres cuartetos "Rasumowsky", este movimiento puede ser una adaptación de una melodía "rusa". 
En cualquier caso, la atmósfera rusa de este movimiento inspiró en 1859 al compositor ruso Modest Músorgski a escribir una transcripción para piano de este movimiento. Se hicieron arreglos adicionales ya en 1819 para piano a cuatro manos y alrededor de 1820 para dos guitarras.
En el curso de la fase de composición, Beethoven planeó un tema en 2/4 para este movimiento, pero no lo usó hasta cinco años después como el tema del movimiento lento en su Séptima   sinfonía en la mayor op. 92)

### Tercer movimiento
El tercer movimiento es introducido por un tema alegre que varía en el curso del movimiento, después de lo cual se repite el tema principal del movimiento. Mientras Beethoven mira hacia el futuro con el melancólico Adagio del segundo movimiento, en el tercer movimiento mira con ironía una danza cortesana del pasado.

### Cuarto movimiento
El tema principal del cuarto movimiento es un fugato tormentoso, que varía en el mismo tono tormentoso a medida que avanza el movimiento. Beethoven exigió una velocidad de 84 ciclos por minuto para este movimiento, pero esto no es respetado por todos los intérpretes. A pesar de su forma de fuga, este movimiento no es una fuga, sino un movimiento de sonata sin repetir la exposición. 
La larga coda, que es 125 compases más largo que la exposición, ejecución y repetición del movimiento, sugiere que el final no solo debía coronar este cuarteto, sino también a todo el grupo de cuartetos Rasumowski.
Mientras trabajaba en el cuarteto, Beethoven preveía un final en do menor.

## Efecto
El cuarteto fue estrenado junto con los otros cuartetos "Rasumowsky" por Ignaz Schuppanzigh y su cuarteto de cuerda en el palacio del conde Rasumowsky. Beethoven fue amigo de Schuppanzigh desde su traslado a Viena hasta su muerte en 1827 y solía apodar al músico "Milord Falstaff ", por su físico. Schuppanzigh y sus músicos posiblemente pudieron tocar los cuartetos Rasumowski públicamente en los primeros meses después de su estreno, en los que el diplomático, como cliente, todavía tenía el derecho exclusivo de explotar las obras. 
Debido a su complejidad, los cuartetos op. 59 se encontraron con incomprensión y rechazo del público. Como escribió el "Allgemeine musische Zeitung", el cuarteto op. 59, no. 3 "conquista a cada amante de la música educado a través de la peculiaridad, la melodía y el poder armonioso".
La publicación vienesa del cuarteto Op. 59-3 tuvo lugar junto con los otros cuartetos Rasumowski en enero de 1808 en el "Schreyvogelsche Industriecomptoir"; el orden en que se publicaron los cuartetos probablemente corresponde al orden en que se compusieron. En 1809, Simrock publicó una reimpresión en Bonn. La siguiente edición de los cuartetos no se publicó hasta 1830. 
Con el tiempo, la opinión pública sobre el cuarteto cambió. El 11 de febrero de 1816 el cuarteto en do mayor formó parte del concierto de despedida de Ignaz Schuppanzigh, poco antes de iniciar una gira de conciertos por Rusia que duró varios años. Incluso después de su regreso en 1823, Schuppanzigh a menudo tocaba el cuarteto en sus conciertos de música de cámara.
El musicólogo Arnold Schering vio en el op. 59-3 un paralelo al "Don Quijote" de Miguel de Cervantes. En la Introducción vio a Don Quijote reflexionando sobre los libros de caballerías como "escenas ambientadas en la música", en el primer movimiento, por ejemplo, el viaje fuera de La Mancha, en el segundo el romance de Antonio, en el tercero la salida de Don Quijote y su lucha contra los molinos de viento y en el cuarto establece su victoria.

## Anécdota
El tema principal del cuarto movimiento sirvió como la melodía del tema para el programa de literatura de la ZDF Das Literäre Quartett.